# Hichem Aboud
Pour les articles homonymes, voir Aboud (homonymie).
Hichem Aboud, né le 15 juin 1955  est un journaliste algérien opposant au régime algérien. Il est le fondateur et ancien directeur du quotidien Mon Journal. En 2019, il fonde la chaîne de télévision, basée en Suisse, Amel TV.

## Biographie
Originaire de Oum El Bouaghi dans la région . Il fréquenta le Lycée Larbi Tebessi à Skikda.  Alors qu'il poursuivait ses études à l'Institut des Sciences Politiques et de l'Information de l'Université d'Alger, il obtient sa licence en journalisme en 1978.[réf. nécessaire]
Tout en poursuivant ses études universitaires, il entame sa carrière de journaliste au magazine Jeunesse-Action qu'éditait le ministère de la jeunesse et des sports. En 1977, il rejoint le bureau d'Alger du quotidien de l'Ouest algérien La République avant de diriger le bureau d'Alger de l'hebdomadaire sportif El-Hadef dont le siège se trouvait à Constantine.[réf. nécessaire]
Hichem Aboud se présente comme un ancien membre des services de renseignement algériens. Il était Responsable du secteur Moyen-Orient, sous-directeur de l’analyse et enfin chef de cabinet du Directeur de la Sécurité militaire.
En décembre 1992, le général Betchine lui propose la direction de la publication du quotidien régional indépendant El Acil. Le succès de la publication ne pouvait laisser indifférents les pouvoirs publics[non neutre] qui trouvaient que le ton du quotidien était franchement hostile au régime. En novembre 1993, le journal est récupéré par le général Betchine.[réf. nécessaire]
Durant les 11 mois où il avait dirigé le quotidien El Acil, il comptabilisa un grand nombre de procès devant la justice, pour délit de presse. Il est condamné à trois reprises à des peines de prison de 3 et 4 mois avec sursis.[réf. nécessaire]
En janvier 1994, il crée un nouveau quotidien régional à Constantine, Le Libre. Adoptant un ton qui s'inscrivait dans une ligne oppositionnelle au régime en place, le journal est suspendu par les pouvoirs publics au mois d'août de la même année. En novembre 1994, il lance l'hebdomadaire Le Libre qui sera saisi dès la parution de son premier numéro. Aboud Hichem est arrêté, placé en garde à vue durant 48 heures avant d'être déféré devant le procureur de la république. Il est placé sous contrôle judiciaire jusqu'à la tenue  de son procès en avril 1996. Poursuivi pour troubles à la sécurité publique et trouble de l'ordre public et atteinte aux intérêts supérieurs de l'État. Faute de preuves, il est relaxé mais sa publication est suspendue pour une durée indéterminée en violation de la loi qui limite la suspension à 6 mois.[réf. nécessaire]
Il a dirigé plusieurs publications algériennes et internationales et a collaboré dans beaucoup d'autres. Il dirige, depuis 2009, le magazine mensuel Repères Maghrébins qui paraît en France. En 2004, il lance le mensuel Racines d'Outre-Med qui a cessé de paraître au bout de deux années d'existence faute de moyens financiers.[réf. nécessaire]
En septembre 1995, il est correspondant du Quotidien de Paris. Après quelques mois d'exercice, son accréditation lui fut retirée. Il continue de collaborer à la publication française sans accréditation. C'était l'alibi idéal pour les autorités algériennes[non neutre] pour l'arrêter sous le chef d'inculpation « d'intelligence avec une puissance étrangère ». Peu avant son interpellation, il réussit à quitter le pays en février 1997. Il obtient le statut de réfugié politique et poursuit son activité journalistique en collaborant dans diverses publications étrangères dont le magazine allemand Der Spiegel.[réf. nécessaire]
En novembre 1998, il publie une lettre ouverte à l'adresse du général Betchine dans laquelle il dénonce les pratiques du conseiller spécial du président de la république, Liamine Zeroual. 4 jours après la publication de cette lettre, le général Betchine démissionne de son poste. Cette lettre lui a valu une condamnation par contumace à une peine de 6 mois de prison ferme après plusieurs reports du procès qui lui avait été intenté plusieurs années après la publication de la lettre.[réf. nécessaire]
En 2002, il publie La Mafia des généraux où il accuse les généraux algériens de « former une mafia aux ramifications insoupçonnées ». Il avance que assassinat du président Mohamed Boudiaf a été décidé par certains d'entre eux. De même les services de renseignement algériens seraient à l'origine de l'assassinat de plusieurs personnalités politiques ou militaires récalcitrantes. Le livre est interdit en Algérie,. 
En France, Hichem Aboud fait l'objet de poursuites judiciaires à la suite d'une plainte du général Larbi Belkheir devant le tribunal de grande instance de Paris pour l'avoir accusé d'avoir commandité l'assassinat de l'avocat français André Mecili en avril 1987,. Il obtient un non-lieu.[réf. nécessaire]
En 2004, il engage un procès devant la justice française à l'encontre du général Khaled Nezzar, ancien ministre de la Défense. Ce dernier avait évoqué « le passé douteux » des parents d' Hichem Aboud. La justice française le déboute . Il lancera la justice française aux trousses de l'ex-président algérien Chadli Bendjedid et son Directeur de cabinet, le général Larbi Belkheir, en 2009 pour avoir commandité en 1987 l'assassinat d'André Mecili.
Le 18 mai 2013, Hichem Aboud rédige un article, pour l’édition suivante, où il indique que le président Abdelaziz Bouteflika serait dans un état « comateux ». Mais l'article est bloqué à la suite de la dénonciation de l'imprimeur auprès du ministère de la communication. En juin ses deux médias, Jaridati (arabophone) et Mon Journal (francophone) sont interdits. Puis Hichem Aboud affirme qu’une interdiction de quitter le pays lui est signifiée. Le 10 août 2013, il réussit à fuir l’Algérie pour rejoindre la Tunisie en passant par Bouchebka. Il décide alors de vivre à Lille, dans le nord de la France.
Le 17 février 2021, il est condamné à  sept ans de prison, avec émission d'un mandat d'arrêt international, pour avoir diffusé des informations confidentielles sur la famille de Khaled Nezzar et pour « atteinte à l'unité nationale et participation à une entreprise de démoralisation de l'armée ».
En mai 2023, il est condamné à dix ans de prison pour « diffamation et atteinte à la sécurité nationale » et il fait l'objet d'un mandat d'arrêt international.
Selon la journaliste Salima Tlemçani du média algérien El Watan, l'ancien directeur de la police algérienne, Farid Zinedine Bencheikh, a été auditionné en 2024 concernant des informations données à des cyberactivistes comme Amir DZ ou Hichem Aboud qui critiquent le régime algérien. En octobre 2024, il est enlevé par des trafiquants de drogue puis retrouvé par la police de Barcelone.

## Publications
- La Mafia des généraux, Éditions Jean-Claude Lattès, 2002, 257 p. (lire en ligne)[5].